# Pedro Canut
Pedro J. Canut, es abogado y miembro del Consejo Asesor del Internet Governance Forum España. Ha sido profesor de la Facultad de Derecho en la Universidad de Zaragoza, especializado en derecho informático y de la contratación electrónica; fundador y primer presidente de la sección de Derecho de Internet y Nuevas Tecnologías del Real e Ilustre Colegio de Abogados de Zaragoza, y miembro de la Comisión de Nuevas Tecnologías de la citada corporación de Derecho Público. Creador del primer registro global de obras libres por Internet conocido como Espacio de utilidad pública, y del sistema de registro y autogestión de derechos de autor ColorIURIS.

## Biografía
Cursó sus estudios universitarios en la Facultad de Derecho de la Universidad de Zaragoza de donde es egresado, obtuvo además el título de Magíster en Derecho de Internet por el C.E.A. de Madrid y es experto en abogacía electrónica por el Consejo General de Abogacía Española de Madrid. 
Entre otras actividades, participó como observador delegado en las XIV y XV Sesiones S.C.C.R. de la Organización Mundial de la Propiedad Intelectual - OMPI para la redacción del Tratado sobre Derechos de los Organismos de Radiodifusión. También es autor del libro "ColorIURIS: Una aportación independiente a la Cultura libre", donde presenta una innovadora opción de cesión de derechos de autor enfocada desde y para el derecho de tradición continental, apoyándose en las cesiones contractuales por medios electrónicos.

## Actividad docente
Profesor adjunto E.P.J. en la que ha impartido cursos teóricos y prácticos en materia de responsabilidad civil; Profesor de los cursos especiales de la Facultad de Derecho de la Universidad de Zaragoza en materia de contratos y litigios de seguros; Profesor de los cursos de firma electrónica impartidos por el Real e Ilustre Colegio de Abogados de Zaragoza y Director del curso sobre aplicación de la protección de datos a los asistentes sociales.

## Obras destacadas
- ColorIURIS Una aportación independiente a la Cultura Libre (2007)
- Derecho informático en Iberoamérica | tendencias actuales (Popcatépetl – México 2010)